# ゴーアヘッド・アイルランド
ゴーアヘッド・アイルランド（Go-Ahead Ireland）は、ダブリン近郊で路線バスを運行する、ゴーアヘッド・グループの会社である。本社はダブリン24区バリーマウントに存在する。

## 沿革
効率化を目的に、2015年に国家交通局はダブリンバス24路線の運行を入札に出した。2017年8月、契約はゴーアヘッド・グループに授与された。
ゴーアヘッド・アイルランドは2018年9月9日にシティウェストからアイルランド国立大学ダブリン校（UCD）への175番線の運行を開始した。10月7日にダブリンバスからさらに4路線、10月21日に3路線、12月2日に4路線、2019年1月20日に9路線、3月24日に3路線が移管された。この時点で、同社が運行開始を予定していたすべての路線を引き継ぎ、125台のバスを保有していた。契約期間は5年で、2年の延長も可能となっている。
2019年7月26日、第2車両基地がキルデア県のネースで開いた。

## 車両
ゴーアヘッド・アイルランドは9台のバスで運行を開始した。その後、ダブリンバスから路線を移管すると同時にダブリンバスの車両も導入し始めた。メルセデス・ベンツ・シターロ10台とライト・ジェミニのボルボ・B7TLは、運転手の訓練としてオックスフォードバス会社とゴーアヘッド・ロンドンから移送された。
ダブリンのコミューター路線は、ダブルデッカーのVDLフートゥラと、ボルボ・B8RLEが混在して運行されている。
ゴーアヘッド・アイルランドのダブリン市の車両は、バリーマウントにあるDHL Expressの旧基地の跡地にある第1車両基地から管理されている。コミューター路線の拠点となるネースの第2車両基地が2019年7月26日に開いた。